# Hymenocallis araniflora
Hymenocallis araniflora là một loài thực vật có hoa trong họ Amaryllidaceae. Loài này được T.M.Howard mô tả khoa học đầu tiên năm 1990.